# Instrument de vent de fusta
Els instruments de vent de fusta, a vegades dits instruments de vent-fusta, és una família d'instruments musicals dins la família d'instruments de vent (aeròfons). Són uns instruments que tradicionalment es fabricaven en fusta, tot i que actualment n'hi ha de metall, en què el so es produeix bufant en una llengüeta, també anomenada canya, o en un bisell o obertura. Aquesta acció posa en vibració la columna d'aire dins de l'instrument.
Els instruments de vent de fusta són una subsecció de l'orquestra simfònica, dins la secció de vent. Aquesta ordenació tradicional és basada en la pràctica musical i té «de fet, poca consistència perquè […] les seves categories són, des d'un punt de vista científic, ambigües o contradictòries.»
Organològicament, per la manera en la qual produeixen el so, es poden classificar en instruments de bisell i en instruments de llengüeta o canya.
Tradicionalment en aquesta categoria d'instrument de vent de fusta es troba, entre d'altres, el clarinet, corn anglès, dolçaina, fagot, contrafagot, flabiol, flauta, flauta travessera, gralla, oboè, saxòfon, tenora i tible.

## Instruments de bisell
El bisell és un cairell esmolat situat en l'embocadura de l'instrument, és a dir, el lloc per on es bufa. En bufar sobre el bisell, l'aire que entra dins el tub entra en vibració i produeix el so.
Aquesta conducció d'aire sobre el bisell pot estar ja construïda en l'instrument, com en la flauta de bec, o ha de ser l'instrumentista que la formi amb els seus llavis, com en la flauta travessera.

## Instruments de canya
La canya és una llengüeta o tira fina que entra en vibració quan es fa passar un flux d'aire entre la canya i una altra superfície. Quan l'altra superfície és l'embocadura de l'instrument parlem d'un instrument de canya simple. Quan l'altra superfície és una altra canya, parlem d'un instrument de canya doble.
Les llengüetes en els instruments de vent fusta solen ser de canya, d'aquí el nom, però també se'n troben de plàstic. Les llengüetes d'altres tipus d'instruments poden ser metàl·liques, com en l'harmònica.